# Fogarasi vár

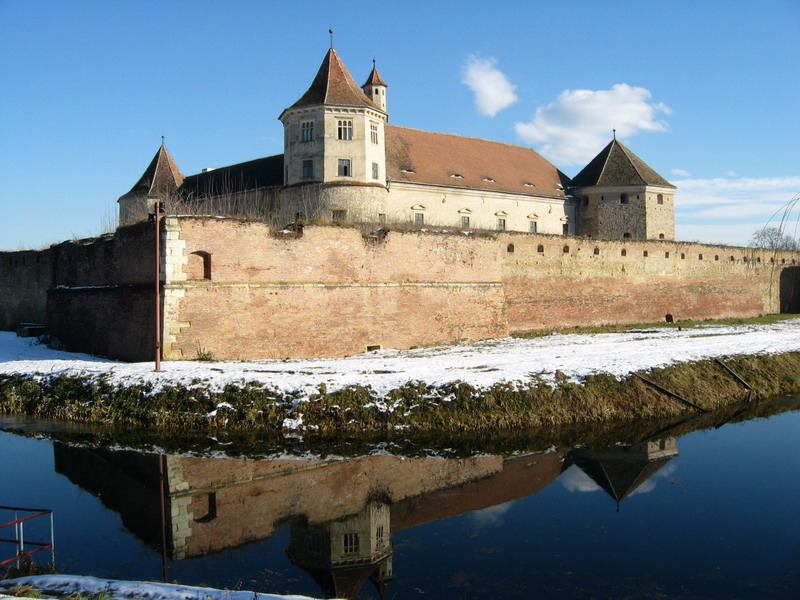
A Vörös torony (b) és a Tomori-torony (j), előtérben a Szabó János-bástyával

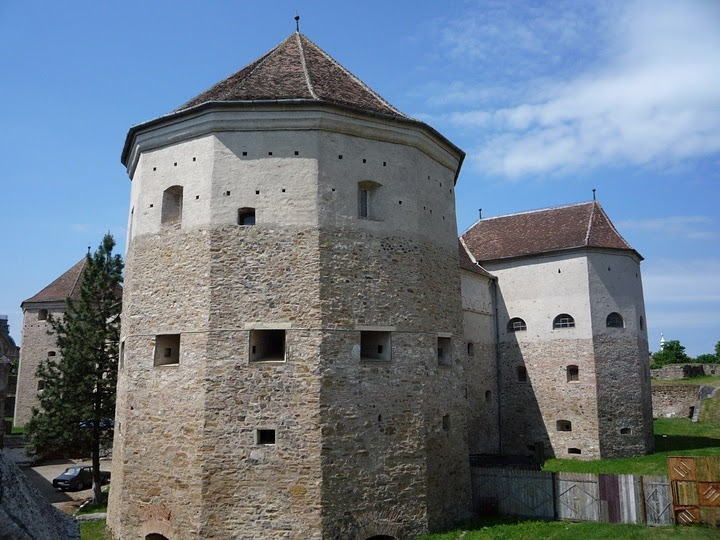
A Tömlöc-bástya, jobboldalt a kapubástyával

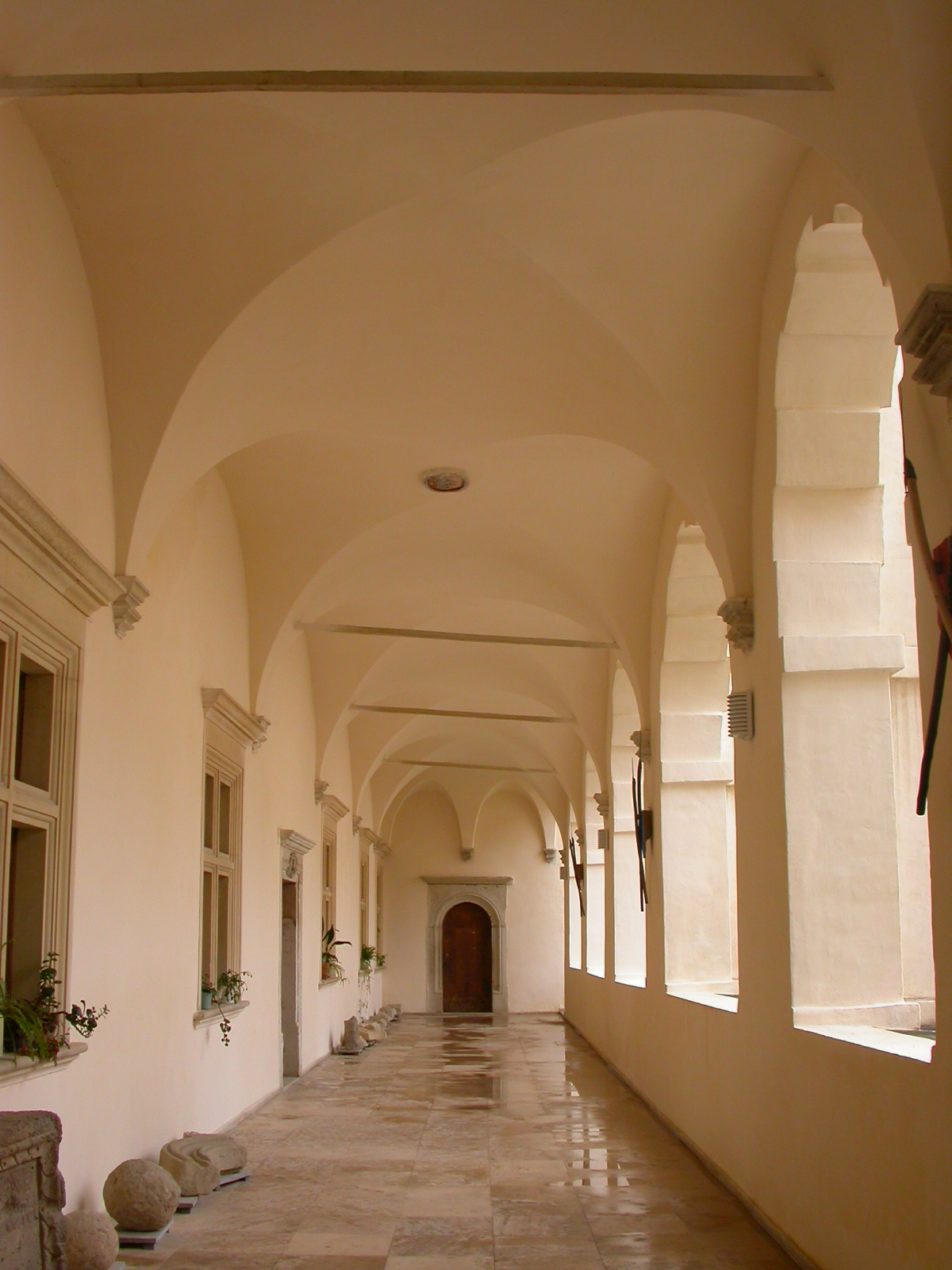
Az első emeleti loggia

A fogarasi vár Romániában, Fogaras város központjában található várkastély.

## Birtoklástörténete
A várat 1456-ban említették először, de valószínű, hogy a kővár építése már a 14. században elkezdődött. Története összekapcsolódott az először 1428-ban említett Fogaras vidékével. Erdély története folyamán a fogarasi volt a tartomány legnagyobb uradalma, a vidék története pedig összekapcsolódott a székhelyét alkotó váréval.
Az uradalom 1368-ban már egy ideje Vlaicu havasalföldi vajda hűbérbirtoka volt. Ettől kezdve több száz éven át minden havasalföldi vajda titulusai között megjelent az „Omlás és Fogaras hercege” cím is, bár birtoklásuk aligha volt zavartalan, a 16. században pedig már csak vágykép. Öreg Mirceától tizenkét fennmaradt, Fogaras vidékével kapcsolatos oklevél származik. Vlad Dracul 1436-ban innen bocsátott ki egy oklevelet. II. Vladislavnak 1452-ben szintén bírnia kellett, mivel ekkor adományozta Majlát Istvánnak Dezsán falu határának harmadrészét, három havassal egyetemben. Úgy látszik viszont, hogy 1455-ben Hunyadi Jánosé volt, és Vlad Țepeș 1456-ban, majd 1460-ban is megostromolta.
Mátyás a családjának tett szolgálataiért 1464-ben Vingárti Geréb Jánosnak adományozta, de 1467-ben meggondolta magát, és visszavette tőle, hogy szükséges esetben a havasalföldi vagy moldvai vajdának adhassa. A következő években valószínűleg ismét a havasalföldi vajdák (1474-ben Szép Radu, 1475-ben Vlad Țepeș) birtoka volt, ám 1478-ban Mátyás a száműzött Udriște nevű bojárt iktatta birtokába, és az övé is maradt 1483-ig. Azután a szász univerzitásé lett, majd amikor II. Ulászló Corvin Jánosra, mint a Hunyadiak örökösére iratta, a szászok ennek ellene mondtak. Corvin János halála után, 1505-ben Ulászló Bornemisza Jánosnak adományozta. Ő nevezte ki 1506-ban első ismert várnagyát, Tomori Pált, a későbbi kalocsai érseket, a mohácsi csata hadvezérét.
Bornemisza halálával Szapolyai Jánosra szállt. A korszak másik magyar királya, Ferdinánd 1527-ben Majláth Istvánnak adta, aki ettől kezdve, saját hatalmának elősegítése érdekében szeszélyesen váltogatta szövetségeseit. Ő kezdte el a külső vár építését. Fogarast jövendő székvárosának szánta, saját kancelláriát is működtetett itt, 1541-ben pedig ide hívott össze országgyűlést. Örököse, Majláth Gábor az uradalmat 1566-ban eladta János Zsigmondnak, aki viszont már a következő évben Bekes Gáspárnak adományozta. 1573-ban lett Majláth Margit házastársáé, Báthory Andrásé. Tőle Báthory István, majd Báthory Boldizsár örökölte. Báthory Zsigmond 1595-ben feleségének, Habsburg Mária Krisztiernának kötötte le. 1599-ben Mária Krisztierna éves haszonbér fejében lemondott az uradalomról, de csak az első évdíj felét kapta kézhez.
Vitéz Mihály volt az első, aki rövid uralkodása alatt Fogarast tette meg fejedelmi székhelynek – esetében a választás főként a régi havasalföldi hűbérbirtoknak szólt. Bukása után haláláig itt tartották fogva a vajda feleségét, Doamna Stancát. A várat az országgyűléstől Csáky István kapta meg, de ő egy év múlva, Nagykállóért cserébe lemondott róla, és átengedte Bastának, aki százfős helyőrséggel szállta meg, kapitányává pedig Mihály vajda gyilkosát, Jacques Beauryt nevezte ki. A Michael Zodt vezette helyőrség azonban 1605. július 9-én fellázadt akkori kapitánya, Johann Glanz ellen, és a várat átjátszotta Bocskai István kezére. Ettől kezdve a fejedelmek örökölték, 1615-ben pedig fiskális uradalommá nyilvánították, amely 1628-tól a mindenkori fejedelemasszony (előbb Brandenburgi Katalin, majd Lorántffy Zsuzsanna, végül Bornemissza Anna) birtoka volt. 1688. május 13-án az itt tartott országgyűlés ratifikálta I. Apafi Mihály kikényszerített lemondását a Habsburg-ház javára. II. Apafi Mihály halálával a vár és az uradalom is a Habsburgoké lett, de a várban ekkor már régóta, 1689-től kezdve császári helyőrség állomásozott.
1738 és 1765 között az uradalom Bethlen Gábor erdélyi kancelláré volt, majd 99 évre a szász univerzitás kapta zálogba. Ezután a magyar, majd a román államé, közben magát a várat 1715-től egészen 1960-ig börtönként használták. Az 1950-es években 165 politikai fogoly halt meg falai között.
2024-ben a Kommunista börtönök Romániában helyszín részeként a Világörökség javaslati listájára került.

## Politikai és hadászati jelentősége

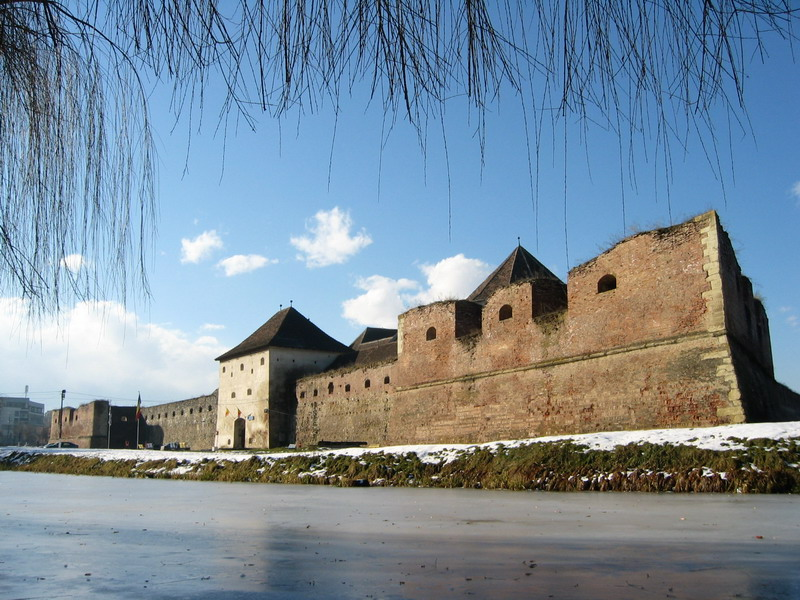

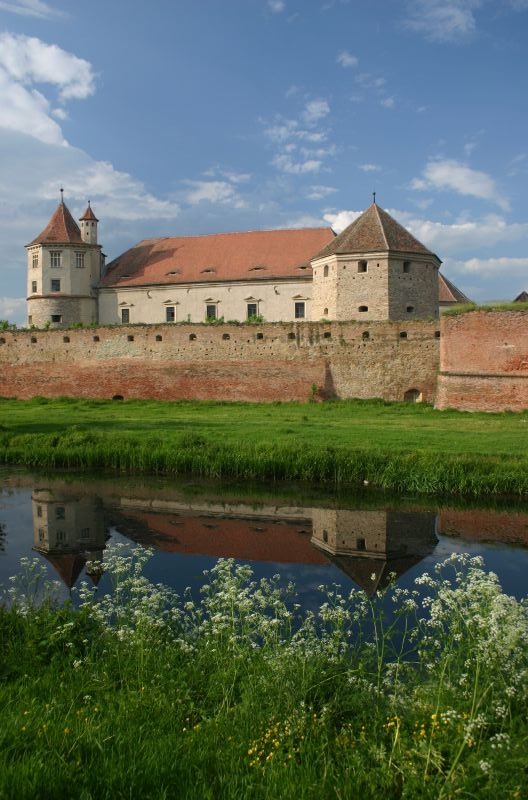

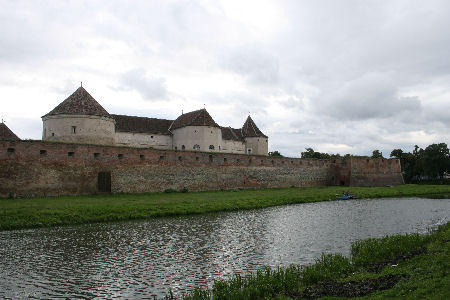

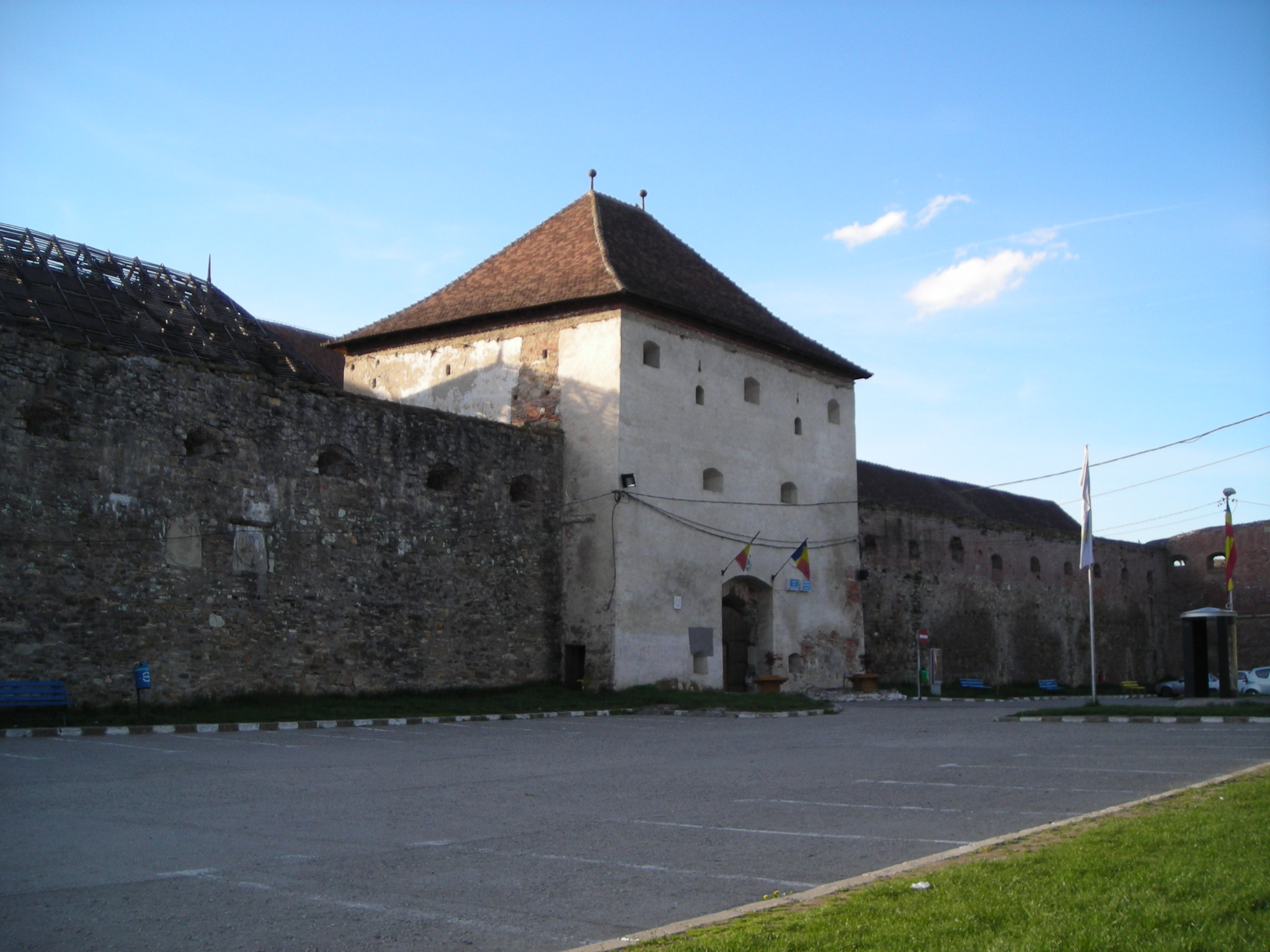
A kapubástya

Legfőbb tisztviselője, a fogarasi kapitány (később általában fő- és alkapitány) Fogaras vidékét is irányította. A tisztséget több híres történelmi alak is viselte, így Tomori Pál, Kemény János és Bethlen Gábor. A provisor az uradalom jószágigazgatója volt, az udvartartást az udvarbíró, a várat katonailag (az általában két) porkoláb vezette.
Majláth István (aki magát „liber dominus terrae Fogaras, Vaivoda Transilvaniae et Siculorum Comes”-nek írta), Bekes Gáspár és Vitéz Mihály kezdeményei után I. Apafi Mihály itt rendezte be udvartartását, és az ő uralkodása jelenti a vár és Fogaras város történelmének fénykorát. Tíz országgyűlést tartottak falai között, ide érkeztek és itt szálltak meg a külföldi követek.
Fogaras várát története folyamán többször ostromolták, de puszta fegyveres erővel sosem sikerült elfoglalni. Néhány konfliktus valódi várostrom mivolta kétséges, és olyan konfliktus is akad, amelyről kétes hitelű forrás számol be. A vár jelesebb ostromai a következők:
- 1530-ban török és havasalföldi erők vették benne ostrom alá Majláth Istvánt.
- 1540-ben ugyancsak Majláth-ot ostromolta három hónapig Török Bálint és Báthory István.
- 1541-ben Petru Rareș, Radu Paisie és Küçük Bali bég körülzárta, Majláth-ot csellel elfogták és kiadták a szultánnak. Bővebben: Fogaras ostroma (1541)
- 1573-ban a humanista Abafáji Gyulai Pál, Bekes Gáspár híve két hét után feladta a várat 22 ágyúval lövető Bánfi Györgynek és Vadas Mihálynak. Magának Bekes Gáspárnak, akinek vagyonfosztását az országgyűlés mondta ki, az ostrom kezdetén sikerült az északi kiskapun keresztül kiszöknie és gyalog eljutnia Kassára.
- 1658-ban a török büntetőhadjárat során Mehmed pasa vette ostrom alá, de nem tudta bevenni.
- 1661. november 1-jétől 7-éig vagy 14-éig Ali pasa serege ostromolta, amelynek a benne állomásozó császári katonaság föladta.
- 1705 júliusában a kurucok is megpróbálták bevenni.
- 1849. március 17-én Carl Brukenthal feladta Bemnek, aki néhány napot időzött a várban.

1721-ben Fogarast nevezték ki a román görögkatolikus püspökség székhelyének, és a püspök rezidenciáját a vár déli szárnyának első emeletén rendezték be. Valójában már Pataki püspök szívesebben időzött Alsószombatfalván, Inocențiu Micu-Klein pedig székhelyét 1737-ben áthelyezte Balázsfalvára.

## Leírása
Egy belső, négysarokbástyás, trapéz alakú, három emeletes várkastélyból és az azt körülvevő, szintén trapéz alakú, három füles bástyával és egy óolasz bástyával erősített külső várból áll. A belső várkastély sarokbástyái sokszögűek, bennük ágyúállásokat helyeztek el. Közülük az ún. Vörös-torony (Tárház-bástya) ötemeletes. Az épületegyüttest a 17. század óta csak kevés módosítás érte, akkori képét és helyiségeinek rendeltetését pedig aprólékosan, töviről hegyire ismerteti az uradalomnak a századból fennmaradt több birtokösszeírása.
A bejárás a keleti oldalon nyílt, egy fahídon keresztül. A hat méter mély várárkot már 1637-ben is kövek burkolták, vizét egy csatornán keresztül az Oltból, később részben, egy másik csatornán keresztül egy ma már nem létező tóból kapta. Az árokban hattyúkat tartottak, amelyek hallal való ellátása részét képezte a vár rendes kiadásainak. A külső falak a keleti oldal kivételével hat-nyolc méter magasak, és két, mai formájukban téglából készült köpenyből állnak, amelyek közét földdel töltötték fel. A külső köpenyt magasabbra építették, és így pártázatot képez. Keleten a fal csak négy méter széles. A külső vár főbejáratát 1630-ban még egyszerű sorompó védte, ennek a helyén 1656-ban már kétszárnyú, kisebb ajtónyílással ellátott, zsindellyel fedett kapuzatot találunk, 1676-ra pedig barbakán épült. A belső vár keleti oldalán épült kaputorony bejáratát felvonóhíddal látták el. A torony emeletén laktak a vár porkolábjai. A külső vár három füles bástyája a délkeleti sarkon a Báthori-, később Doboló-bástya, a délnyugatin a Szabó János-bástya és az északnyugatin a Csatornyás-bástya (1625-ös felirattal; kútjáról először 1766-ban írtak).
A közönséges óolaszbástya az északkeleti sarkon a Bethlen-, későbbi nevén Sütő-bástya (mivel 1632-től három sütőkemence működött benne). A bástyák feljárója eredetileg fából készült. Kazamatáikban két-két ágyúállás helyezkedett el. A külső várudvar északi oldalán állt építmény első szintjén a darabontok laktak, emeletét gabonaraktárként használták. A déli oldalon álltak a konyhai helyiségek. A várnak Bethlen Gábor idejében három konyhája volt, egy magyar és két német – utóbbiak közül az egyik a fejedelemasszonyé. Északon, a várárok külső oldalán U alakú huszárvár védte az Olt révjét. Benne istállókat és kovácsműhelyt helyeztek el, a várárok felé néző udvarára kutat fúrtak, és egy fahíd kötötte össze a várral. Ezt a huszárvárat 1676-ban már nem írták össze, de a vár első, 1691-es térképe még jelöli mint „romos istállók”-at.
A belső vár külső homlokzatait eredetileg kifestették. Innen ered a sarokbástyák Vörös-torony, Tarka-bástya, Fekete-bástya elnevezése. A festésből az északi szárnyon, az első emelet fölött, a Tarka-bástya közelében látható némi fehér–vörös rombuszdíszítés. 1637-ben a várat cserép, a déli oldalon zsindely fedte. A külső fal és a szobák között kis kamrácskák helyezkednek el, ahonnan a kályhákat fűtötték és ahol a tüzelőt is tartották. Kifelé nyíltak a vár kéményei is, a Tomori-bástya ma már nem létező, a bástya közepén kivezetett kéményének kivételével. Az udvart patakkővel rakták ki, és itt fúrták a vár kútját is, amely bronz hajtókerékkel és két vederrel volt fölszerelve. A vár legvonzóbb építészei eleme a déli szárny kettős, késő reneszánsz loggiája. Ez Báthory Boldizsár idejéből való, amint arra több Báthory-címer is figyelmeztet. Az emeleti tanácsteremben, a vár legnagyobb helyiségében tartották a fogarasi országgyűléseket is, miután Apafi kétszáz főre emelte a követek számát.
A sarokbástyák közül a legmagasabb a délnyugati Vörös-torony, amelynek alapja még kör alakú, de felső két emelete már sokszögűre vált. Ezt 1632-ben még „aranyos tárház”-nak nevezték, valószínűleg korabeli, aranyszínű festéséről. A 17. század első feléig a toronyban is volt egy, de inkább két lépcső. Az egyik több lépcsőfordulóból állt, és 1656-ban már nem létezett. A másik valószínűleg csigalépcső volt, és az 1632-es leltár szerint egy titkos, kárpitozott ajtó mögül nyílt. (Ugyancsak elbontották az északi szárny egykori csigalépcsőjét.) A toronyban 1767-ben harangos óra működött, tetejét aranyozott vagy rezezett gömb és szélkakas díszítette. Egykori stukkódíszítéséből a harmadik szinten maradt meg egy napábrázolás töredéke.
Brandenburgi Katalin (aki sokat tartózkodott a várban) 1632-ben a nyugati szárny első emeletén lakott, felette, a másodikon helyezkedtek el férje, Bethlen Gábor szobái. Valószínűleg ezekben készítették külföldi mesterek az első erdélyi stukkókat. Lorántffy Zsuzsanna 1632-ben a nyugati szárny első emeletén élt, és egy már nem létező lépcsőn juthatott le a belső udvarra. Fia, II. Rákóczi György a nyugati szárny második emeletén, Bethlen Gábor korábbi lakosztályában lakott. Ő itt töltötte a mézesheteit is Báthory Zsófiával, aki itt tért át a katolikus hitre 1643. április 5-én. A termeket fából készült közfalak osztották több részre.
A várkápolnát három korábbi helyiségből 1637–56-ban alakították ki. Ebben tartották az országgyűléseket is addig, míg Apafi Mihály fel nem emelte a követek számát. 1700-tól római katolikus, 1919-től ortodox rítusú volt. 1934-ben külső bejáratot nyitottak hozzá. Az 1970-es restaurálás során nagyrészt a 17. századi állapotoknak megfelelően állították helyre, leszámítva, hogy kör alakú ablakait négyzet alakúakra cserélték.
A vár tömlöceiben raboskodott doamna Stanca (Vitéz Mihály felesége), Zólyomi Dávid, Bethlen Miklós, Béldi Pál és Haller János. Utóbbi fogarasi fogsága idején fordította a Hármas istoria és a Pais, a békességes türésnek paisa című műveket.

## Építéstörténete

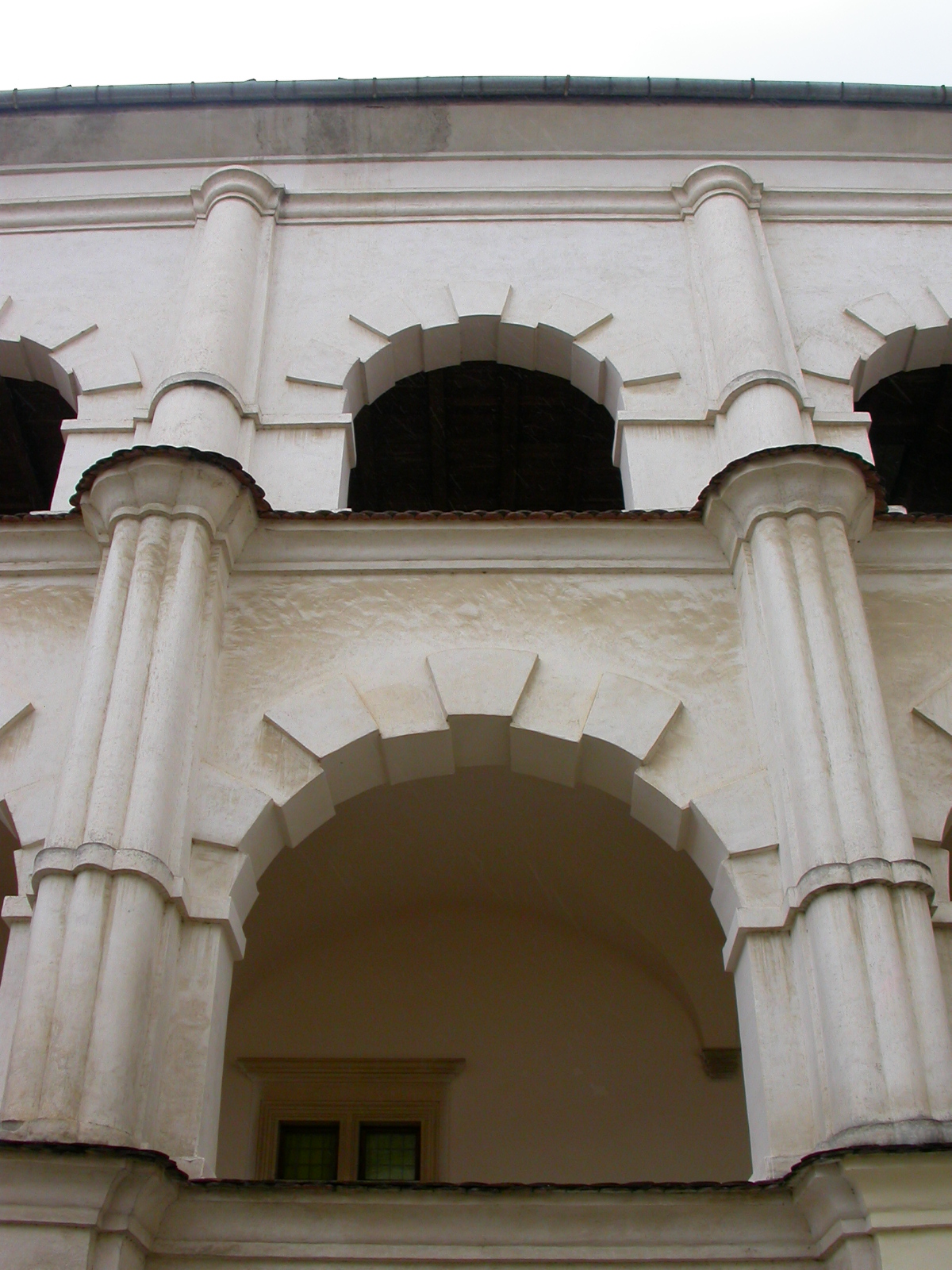

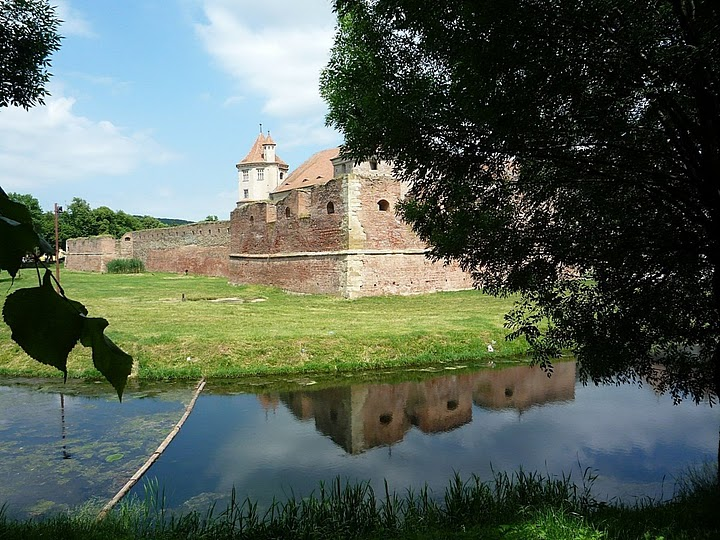

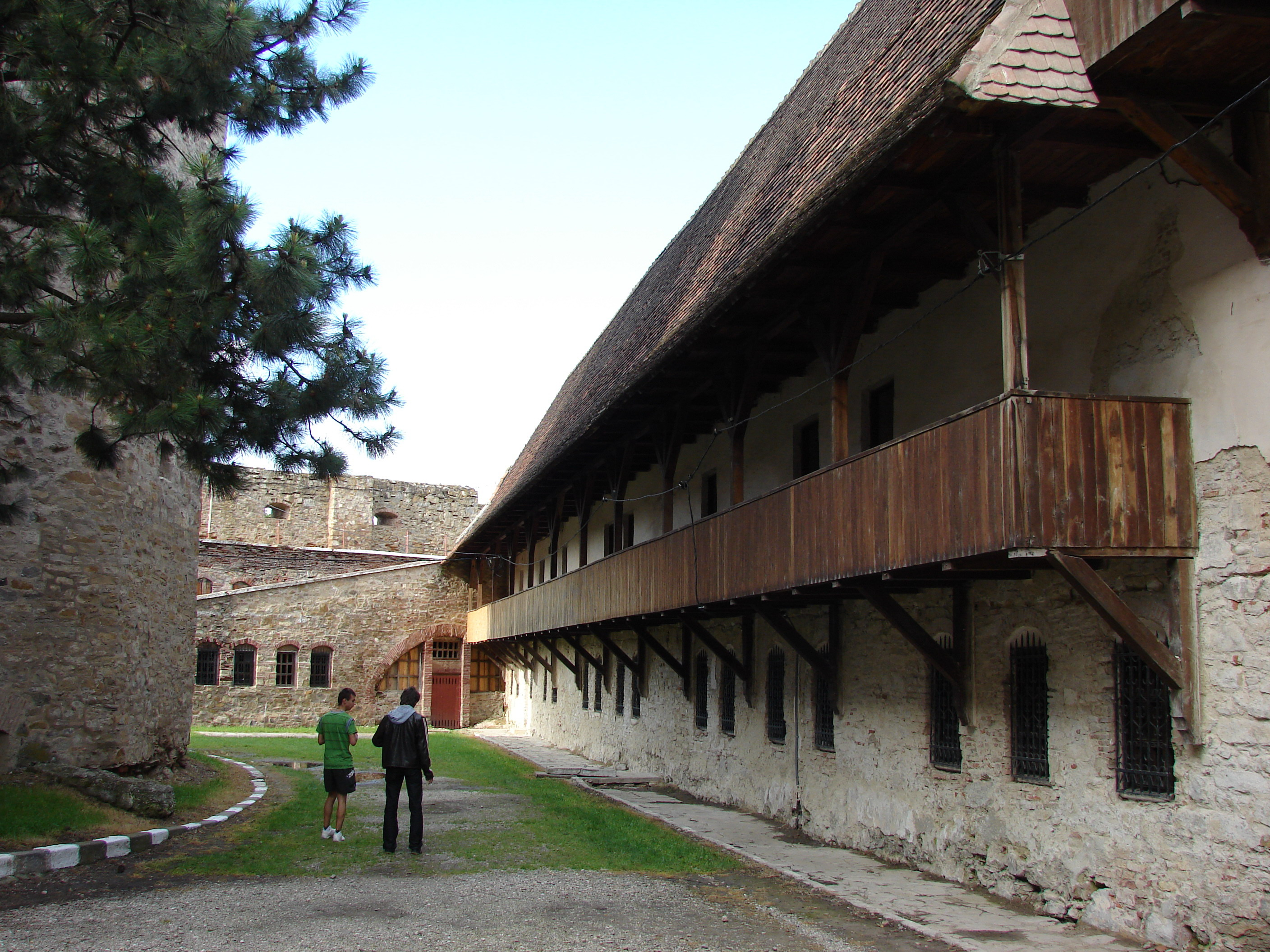

Helyén korábban palánkvár állt, amely valószínűleg a tatárjáráskor pusztult el. A régészeti vizsgálatok szerint a belső vár északi fala a 15. század közepén épült. A mai vár részei közül elsőként valószínűleg a Vörös-torony készült el. Később többször említették, hogy külföldi és erdélyi mesterek dolgoznak a vár épületein, a közönséges munkákat Bethlen Gábor pedig az uradalom jobbágyságával végeztette. 1620-ban valószínűleg a várhoz kötődő munkák nyomán jött létre Fogaras városában a kőműves céh. A külső vár építési fázisaival kapcsolatban a szakemberek álláspontja eltér. Valószínűleg Majláth István kezdte meg a munkálatokat. Sebestyén György szerint az ő idejében már megépült a mainál alacsonyabb külső fal is. Szerinte a Csatornyás-bástyán látható 1625-ös évszám a magasítás és az új, olasz rendszerűvé való átalakítás időpontját jelzi. A sáncok kiásásának időpontját ő a 16. század második felére teszi. Balogh Jolán szerint Báthory István és Boldizsár idejében külső sarokbástyái közül már felépült kettő, sőt talán mind a négy. Kovács András azonban a négy bástya közül legalább hármat Bethlen Gábor művének vél.

## Kiállítások
A várban a Valer Literat Fogarasföldi Múzeum kiállításai láthatóak (névadója az egykori alapító tanár). A múzeum történeti, néprajzi és szobrászati részből áll. Egyik terme a szélesebb vidék szász és magyar fazekasközpontjainak (Nagyszeben, Homoróddaróc, Nemes, Kerc, Vízakna, Torda, Fogaras, Oláhújfalu) termékeit mutatja be. A népviseletek termében a környék román, magyar és szász népviseletei és egy dragusi szobabelső láthatóak. Az egyházművészeti terem üvegikonokat, imakönyveket, kézikereszteket mutat be, és itt van kiállítva a kissinki evangélikus erődtemplom szárnyas oltára. A Virgil Fulicea Szobrászati Galéria helyi szobrászok műveiből áll.